# Dorpsmolen (Oostkerke)
De Dorpsmolen is een windmolen in de tot de West-Vlaamse gemeente Damme behorende plaats Oostkerke, gelegen aan Eienbroekstraat 3.
Deze ronde stenen molen van het type grondzeiler fungeerde als korenmolen.

## Geschiedenis
Reeds in 1336 werd een molen van het type standerdmolen in Oostkerke vermeld. Deze was toen eigendom van de Heren van Oostkerke. De molen werd tijdens de Tachtigjarige Oorlog vernield en in 1643 werd hij opnieuw opgericht. In januari 1875 brandde de molen af na blikseminslag.
Vrij snel daarna werd op dezelfde molenterp een stenen windmolen gebouwd. In 1903 kwam er een stoommachine bij. In 1924 werd het zoontje van de toenmalige molenaar gegrepen door een wiek, waarna de molen werd stilgelegd.
In 1960 werd een comité opgericht tot behoud van de molen. In 1962 werden dringende restauraties uitgevoerd en in 1970-1973 volgde volledige restauratie door de toenmalige particuliere eigenaars. In 1992 werd de molen weer maalvaardig gemaakt. Sindsdien werkt hij weer regelmatig.
- Inventaris van het Bouwkundig Erfgoed (Vlaanderen): 78875